# 矢村宏
矢村 宏（やむら ひろし、1947年10月27日 -  ）は、日本の刑事法学者。元裁判官。2009年（平成21年）3月25日より東京高等裁判所部総括判事（第1刑事部）を務め、2012年（平成24年）10月27日に定年退官。退官後に北海学園大学法科大学院教授に就任。埼玉県生まれ。東京都育ち。
裁判官としては2009年（平成21年）6月、足利事件の再審請求即時抗告審において、東京高等裁判所の裁判長として再鑑定結果の信用性を認めた上で当時の自白の信用性を否定し、再審開始決定を出したことなどで知られる（後述）。

## 異動履歴
東京都立小山台高等学校、東京大学法学部卒業後は1972年（昭和47年）4月に第26期司法修習生、1974年（昭和49年）4月12日に東京地方裁判所判事補任官。判事補任官以降の経歴は以下の通り。
- 1974年（昭和49年）4月12日 - 1977年（昭和52年）4月11日：東京地方裁判所判事補[1]
- 1977年（昭和52年）4月12日 - 1977年（昭和52年）4月30日：東京地方裁判所判事補・東京簡易裁判所判事[1]
- 1977年（昭和52年）5月1日 - 1978年（昭和53年）3月31日：札幌家庭裁判所・札幌地方裁判所判事補、札幌簡易裁判所判事[1]
- 1978年（昭和53年）4月1日 - 1980年（昭和55年）3月31日：札幌地方裁判所・札幌家庭裁判所判事補、札幌簡易裁判所判事[1]
- 1980年（昭和55年）4月1日 - 1982年（昭和57年）2月28日：大阪地方裁判所判事補・大阪簡易裁判所判事[1]
- 1982年（昭和57年）3月1日 - 1982年（昭和57年）3月31日：大阪簡易裁判所判事・大阪地方裁判所判事補[1]
- 1982年（昭和57年）4月1日 - 1984年（昭和59年）3月26日：最高裁判所事務総局刑事局付・東京簡易裁判所判事[1]
- 1984年（昭和59年）3月27日 - 1987年（昭和62年）3月31日：裁判所書記官研修所教官・東京簡易裁判所判事[1]
- 1987年（昭和62年）4月1日 - 1987年（昭和62年）4月11日：釧路地方裁判所・釧路家庭裁判所部総括判事、釧路簡易裁判所判事[1]
- 1987年（昭和62年）4月12日 - 1989年（平成元年）3月19日：釧路簡易裁判所判事、釧路地方裁判所・釧路家庭裁判所部総括判事[1]
- 1989年（平成元年）3月20日 - 1989年（平成元年）3月31日：裁判所書記官研修所教官・東京簡易裁判所判事[1]
- 1989年（平成元年）4月1日 - 1993年（平成5年）3月31日：裁判所書記官研修所教官・裁判所書記官研修所事務局長、東京簡易裁判所判事[1]
- 1993年（平成5年）4月1日 - 1995年（平成7年）3月31日：東京地方裁判所判事・東京簡易裁判所判事[1]
- 1995年（平成7年）4月1日 - 1999年（平成11年）3月31日：札幌地方裁判所部総括判事（刑事第2部）[1]
- 1999年（平成11年）4月1日 - 2003年（平成15年）3月31日：横浜地方裁判所部総括判事（第2刑事部）[1]
- 2003年（平成15年）4月1日 - 2004年（平成16年）12月26日：横浜地方裁判所川崎支部長・横浜家庭裁判所川崎支部長[1]
- 2004年（平成16年）12月27日 - 2007年（平成19年）3月30日：函館地方裁判所長兼函館家庭裁判所長[1]
- 2007年（平成19年）3月31日 - 2009年（平成21年）3月24日：札幌高等裁判所部総括判事（刑事部）[1]
- 2009年（平成21年）3月25日 - 2012年（平成24年）10月26日：東京高等裁判所部総括判事（第1刑事部）[1]
- 2012年（平成24年）10月27日 定年退官[1]
- 2013年（平成25年）4月 北海学園大学大学院法務研究科教授
- 2018年（平成30年）11月 瑞宝重光章受章[2][3]。
- 2024年（令和6年）4月 大学院法務研究科廃止により北海学園大学退任、大学院法学研究科法務特任教授[4]。

## 主な担当訴訟
横浜地裁判事として
- 2000年（平成12年）8月29日、医師ら生き埋め殺人事件で強盗殺人などの罪に問われた被告人4人の判決公判で「借金苦を免れるために、何ものにも代え難い2人の命を奪った結果は重大」として主犯格（高橋義博）に求刑通り死刑、共犯の1人に無期懲役（求刑：死刑）、共犯の2人に求刑通り無期懲役の判決を言い渡した[5]。

- 2003年（平成15年）4月15日、第二次世界大戦中の言論弾圧事件である「横浜事件」の第3次再審請求で、治安維持法はポツダム宣言受諾後失効していたとの判断に基づき、再審請求を認めて再審開始を決定した[6][7]。

- 2003年（平成15年）6月2日、藤沢放火殺人事件で殺人・現住建造物放火の罪に問われた被告人に対し「信用性に合理的な疑いを入れる余地があり、犯罪の証明がない」として無罪判決を言い渡した[8]。

札幌高裁部総括判事として
- 2008年（平成20年）5月28日、北海道庁爆破事件で死刑判決が確定した大森勝久死刑囚（死刑確定者）の第1次再審請求即時抗告審で「弁護側の新証拠は信用性に乏しい」として再審請求を棄却した札幌地裁の決定を支持し、即時抗告を棄却した[9]。

- 2009年（平成21年）1月29日、札幌市中央区などで発生した連続女性暴行事件で強盗強姦などの罪に問われた被告人に対し懲役30年とした一審・札幌地裁の判決を支持、量刑不当として無期懲役を求めた検察側の控訴を棄却した[10]。

東京高裁部総括判事として
- 2009年（平成21年）6月23日、足利事件再審請求即時抗告審で確定判決におけるDNA鑑定の結果を信用できるとして、再審請求を棄却した宇都宮地裁の決定を取り消し、再審開始を決定した[11][12][13]。

- 2009年（平成21年）7月8日、オウム真理教事件で死刑判決が確定した麻原彰晃死刑囚の第1次再審請求即時抗告審で、麻原側の即時抗告を棄却した[14]。

- 2011年（平成23年）1月26日、大光事件で法人税法違反（脱税）の罪に問われて懲役2年4月の実刑判決を受けたコンサルタント会社「大光」社長に対し、「脱税額は多額で、虚偽の契約書類を作成して体裁を整えるなど巧妙で悪質。刑の執行を猶予すべき事案であるとはいえない」として一審・東京地裁の判決を支持、控訴を棄却した[15]。